# Four Days a Widow
Four Days a Widow è un cortometraggio muto del 1912. Il nome del regista non viene riportato nei credit del film che, prodotto dalla Vitagraph, è interpretato da Lillian Walker, L. Rogers Lytton ed Evelyn Francis.

## Produzione
Il film fu prodotto dalla Vitagraph Company of America.

## Distribuzione
Distribuito dalla General Film Company, il film - un cortometraggio in una bobina - uscì nelle sale cinematografiche statunitensi il 19 ottobre 1912. Nel Regno Unito, venne distribuito il 25 gennaio 1913.